# Drapeau de l'Oregon
Le drapeau de l'Oregon est le drapeau officiel de l'État américain de l'Oregon. C'est un drapeau à deux faces différentes ayant pour couleur bleu marine et or avec une frange or optionnelle. À l'avant se trouve l'écu du sceau de l'État et sur la face inverse se trouve un castor, l'animal de l'État. L'Oregon est le seul drapeau des États-Unis à deux faces différentes.

## Histoire
Le drapeau actuel devint officiel le 26 février 1925. Le drapeau de l'Oregon est le dernier drapeau des États-Unis dont les faces ont des dessins différents. Le Paraguay est le seul autre pays à avoir un drapeau à deux faces différentes. Ce type de drapeau était auparavant plus commun, mais ils furent de moins en moins nombreux dû au coût de fabrication de drapeaux à face différentes.